# Joachim Hedendahl
Rolf Per Hedendahl, més conegut com a Joachim Hedendahl   (Parròquia de Sant Nikolai, 9 de setembre de 1965), és un antic pilot d'enduro suec que va guanyar sis Campionats de Suècia d'enduro i va formar part de l'equip suec que va guanyar el Trofeu als Sis Dies Internacionals (ISDE) de 1991.
Al llarg de la seva carrera va guanyar diverses proves de prestigi, entre elles sis edicions de la Gotland Grand National, cinc de la Ranneslattsloppet i tres de la Novemberkåsan.